# Акжол (Жамбылская область)
Акжол (каз. Ақжол, до 2011 г. — Ленинжолы) — село в Меркенском районе Жамбылской области Казахстана. Входит в состав Таттинского сельского округа. Код КАТО — 315447400.

## Население
В 1999 году население села составляло 545 человек (277 мужчин и 268 женщин). По данным переписи 2009 года, в селе проживали 224 человека (116 мужчин и 108 женщин).